# Iglesia de San Martín de Tours (Used)
La iglesia de San Martín de Tours en Used (Provincia de Huesca, España) se eleva en el Castellar, punto dominante de la población. Es un inmueble originariamente románico, muy transformado en el siglo XVII. 
Se trata de un templo de nave rectangular cubierta con bóveda de lunetos y reforzada por tres arcos fajones interrumpidos en altura mediante chaflán convexo y sendos contrafuertes al exterior. Dos capillas laterales abren al norte y al sur, cubiertas con bóveda de cañón. 
La puerta de acceso es de arco de medio punto y se halla en el muro sur precedida de porche cubierto por bóveda de cañón. El ábside es rectangular y está orientada hacia el este. 
El suelo era de madera al igual que el coro. Parte de la torre y la nave están realizados con sillería y el resto con mampostería. 
La torre se levanta en el extremo oeste del templo y tiene poco desarrollo vertical. Hay varias aspilleras para armas y huecos para campana, pues poseía varias de estas últimas. La cubierta de la torre cierra con falsa cúpula y en el exterior con tejado de loseta a cuatro vertientes. 
El interior de la nave estaba decorado con motivos geométricos y florales de vivos colores hasta que el edificio fue incendiado durante la guerra civil española. Se encuentra en estado de ruina general.